# Heliconia barryana
Heliconia barryana är en enhjärtbladig växtart som beskrevs av Walter John Emil Kress. Heliconia barryana ingår i släktet Heliconia och familjen Heliconiaceae. Inga underarter finns listade.